# Mayela Quiroga Tamez
Mayela María de Lourdes Quiroga Tamez (Monterrey, Nuevo León 2 de julio de 1976) es una política mexicana afiliada al Partido Revolucionario Institucional. Fue diputada de la República en la LIX Legislatura del H. Congreso de la Unión por el estado de Nuevo León.

## Educación y vida personal
Sus estudios universitarios los cursó en la Universidad Autónoma de Nuevo León, donde obtuvo en el 2000 la licenciatura en Derecho y Ciencias Sociales con cédula profesional 3136462, en el año 2003 obtiene la maestría en Derecho Laboral en la misma universidad según cédula profesional 3921726.En el 2023 obtiene el grado de Doctorado en Métodos Alternos de Solución de Conflictos. 

## Política
En 2012 fue elegida Senadora suplente de Ivonne Liliana Álvarez García por el estado de Nuevo León, cuando en 2015 Álvarez García dejó la senaduría para ser candidata a Gobernadora de Nuevo León, Mayela Quiroga ocupa el escaño de Senadora integrándose a las comisiones de Estudios Legislativos, Atención a Grupos Vulnerables, Energía y Puntos Constitucionales de la Cámara de Senadores .
En 2018 Fue nombrada Presidenta del Organismo Nacional de Mujeres Priistas del Estado de Nuevo León. En julio de 2021, es nombrada Secretaria General del PRI Nuevo León.

En 2019. Fue nombrada Novena Regidora Propietaria del Ayuntamiento de Monterrey. En el 2024 fue nombrada Regidora Propietaria del Ayuntamiento de Monterrey solicitando licencia el 30 de septiembre de 2024, para ocupar un puesto dentro del Gabinete del Alcalde Adrián de la Garza. 

## Controversias
Durante la campaña de Ivonne Álvarez a la gubernatura del estado de Nuevo León se hizo público a los medios la presunta participación de Manuel Acuña, director de la Facultad de Derecho y Criminología ( FACDYC ) de la UANL y esposo de Quiroga Tamez, para organizar grupos de alumnos que difundieron en redes sociales apoyos a la candidatura del PRI.